# Orotingis
Orotingis is een geslacht van wantsen uit de familie van de Tingidae (Netwantsen). Het geslacht werd voor het eerst wetenschappelijk beschreven door Drake & Poor in 1941.

## Soorten
Het genus bevat de volgende soorten:

- Orotingis eueides Drake, 1960
- Orotingis intermedius B. Lis, 1997
- Orotingis maniltoae Guilbert, 2006
- Orotingis muiri Drake & Poor, 1941